# منزل غفوري
منزل غفوري (بالفارسية: خانه غفوری) هو منزل تاريخي يعود إلى عصر القاجاريون، ويقع في مشهد.